# Fabrik der Martin Brinkmann AG
Die Fabrik der Martin Brinkmann AG, heute kurz Die Fabrik genannt, in Bremen-Woltmershausen, Ortsteil Woltmershausen, Hermann-Ritter-Straße 108 bis 112 im Tabakquartier Bremen stammt von 1937, 1943, 1949, 1952, 1961 bis 1967 und 1971.
Die Bauwerksgruppe steht seit 2019 unter Bremischem Denkmalschutz.

## Geschichte

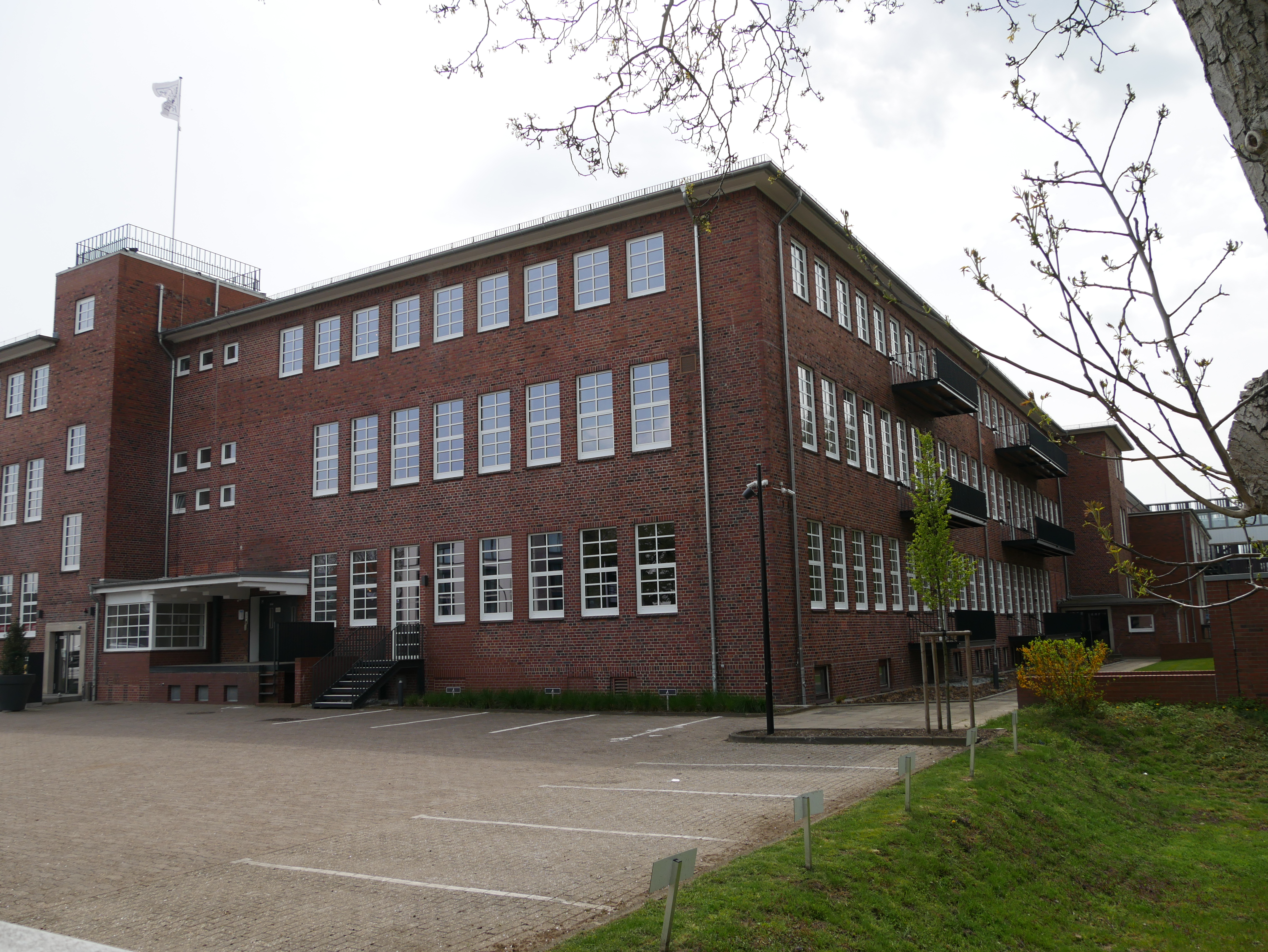
Tabak-, Kartonage- und Zigarettenfabrik

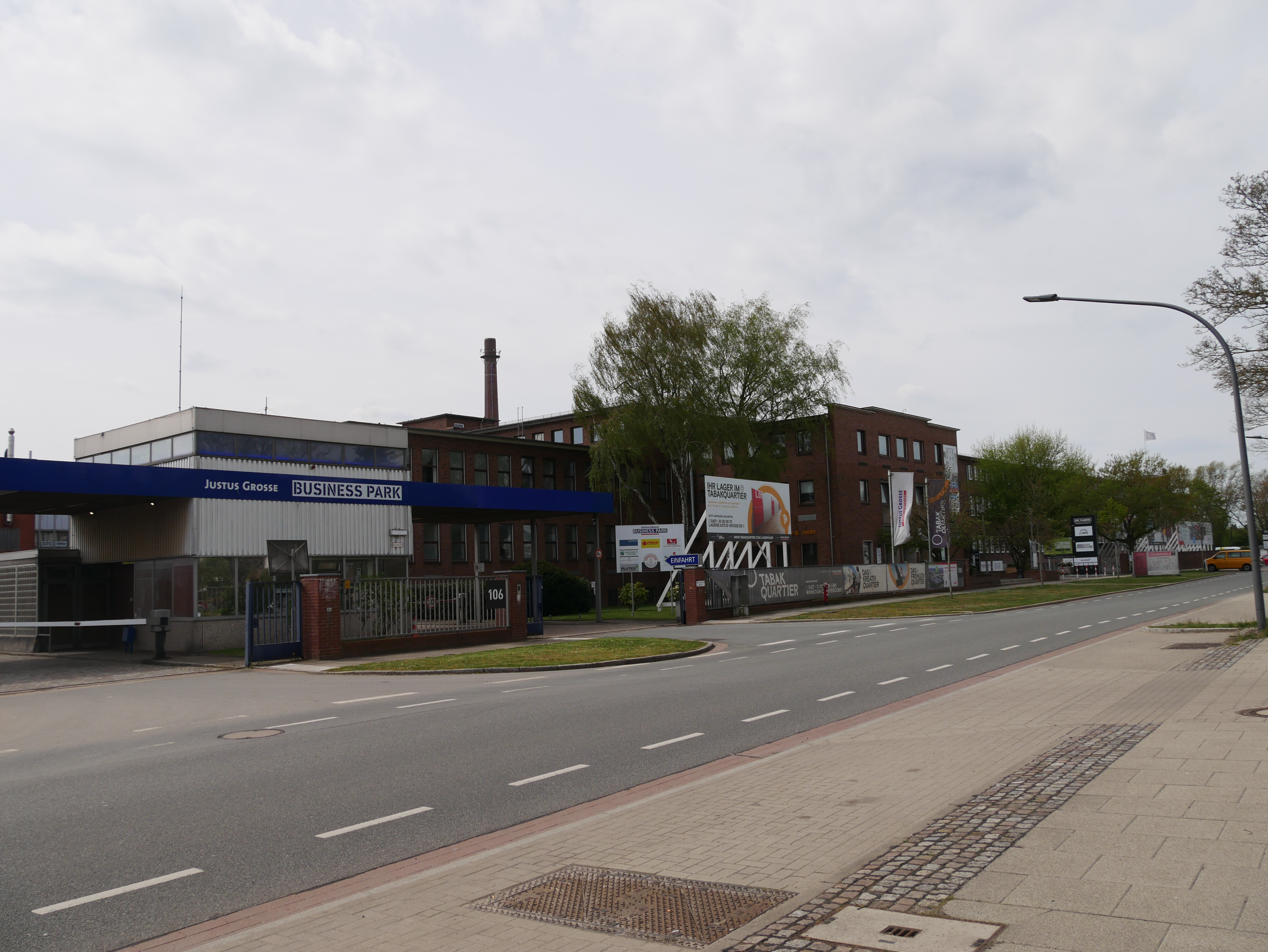
Nordostecke Hermann-Ritter-Straße, 2021

Die Martin Brinkmann AG war ein erfolgreiches Tabakunternehmen, das 1878 so benannt wurde, als Martin Brinkmann die Firma Wilkens & Johannes aufkaufte. 1900 erwarb der erst 22-jährige Hermann Ritter Anteile der Firma, die 1929 eine Aktiengesellschaft wurde. 1910 zog sie von Burglesum nach Woltmershausen. Sie war in den 1930er Jahren die größte Tabakfabrik Europas.
Die verklinkerten Industriebauten wurden nach Plänen von Fritz Strohecker und Kurt Strohecker gebaut. 1961 bis 1967 erfolgte in drei Bauabschnitten der Ausbau der Produktions- und Lagerflächen zu einem geschlossenen Hof um das Kesselhaus. Die Gruppe besteht aus
- der zweigeschossigen Tabak-, Kartonage- und Zigarettenfabrik von 1937 als Stockwerksfabrik, 1940/43  aufgestockt und erweitert und 1952 um einen Seitenflügel mit auch Verwaltungsräumen erweitert,
- dem zweigeschossigen Kesselhaus und Kraftwerk von 1952, erweitert 1962 (westlicher Anbau mit  Wasseraufbereitung) und 1971 (östlicher Anbau als neue Kesselhalle mit viergeschossigem Kopfbau),
- der dreigeschossigen Zigarettenfabrik, Bauabschnitte II+III von 1961 bis 1967,
- der eingeschossigen verputzten Lagerhalle 1 von 1949.

Das Landesamt für Denkmalpflege Bremen befand zu den Bauabschnitten II + III und dem Erweiterungsbau: „In Zusammenarbeit mit dem Hochbauunternehmen Dyckerhoff & Widmann wurde die Stahlbetonkonstruktion einer Stockwerksfabrik entwickelt, die auf die Infrastruktur einer Zigarettenproduktion, insbesondere deren Ansprüche an die Klimatisierung, zugeschnitten war. Der gelungene Fassadenentwurf geht wieder auf Kurt Strohecker zurück.“
Die Gebäude wurden und werden (2019/2023) vom Investor Justus Grosse Immobilien umgebaut als Die Fabrik, im Rahmen der Sanierung des Tabakquartiers mit neuen Nutzungen wie u. a. Restaurant, Heizwerk Event Space, Läden, Transport und Lagerhaus sowie Büros für Vertriebsdienste, Seefrachtkontor, Chocoladen Kontor, Spedition, Bauservice und Sozialdienste.
An der Dötlinger Straße 2/4 am Pusdorfer Marktplatz und in der Nähe zum  Tabakquartierbefindet sich auch das inzwischen fünfgeschossige denkmalgeschützte Verwaltungsgebäude der Tabakfabrik Martin Brinkmann von 1924, das 1953 aufgestockt wurde.